# تسوروگائوکا هاچیمانگو
معبد تسوروگائوکا هاچیمانگو (به ژاپنی: 鶴岡八幡宮 Tsurugaoka Hachimangū) مهم‌ترین معبد شینتویی در کاماکورا، کاناگاوا در استان کاناگاوا در ژاپن است.